# Wiktor Rozow

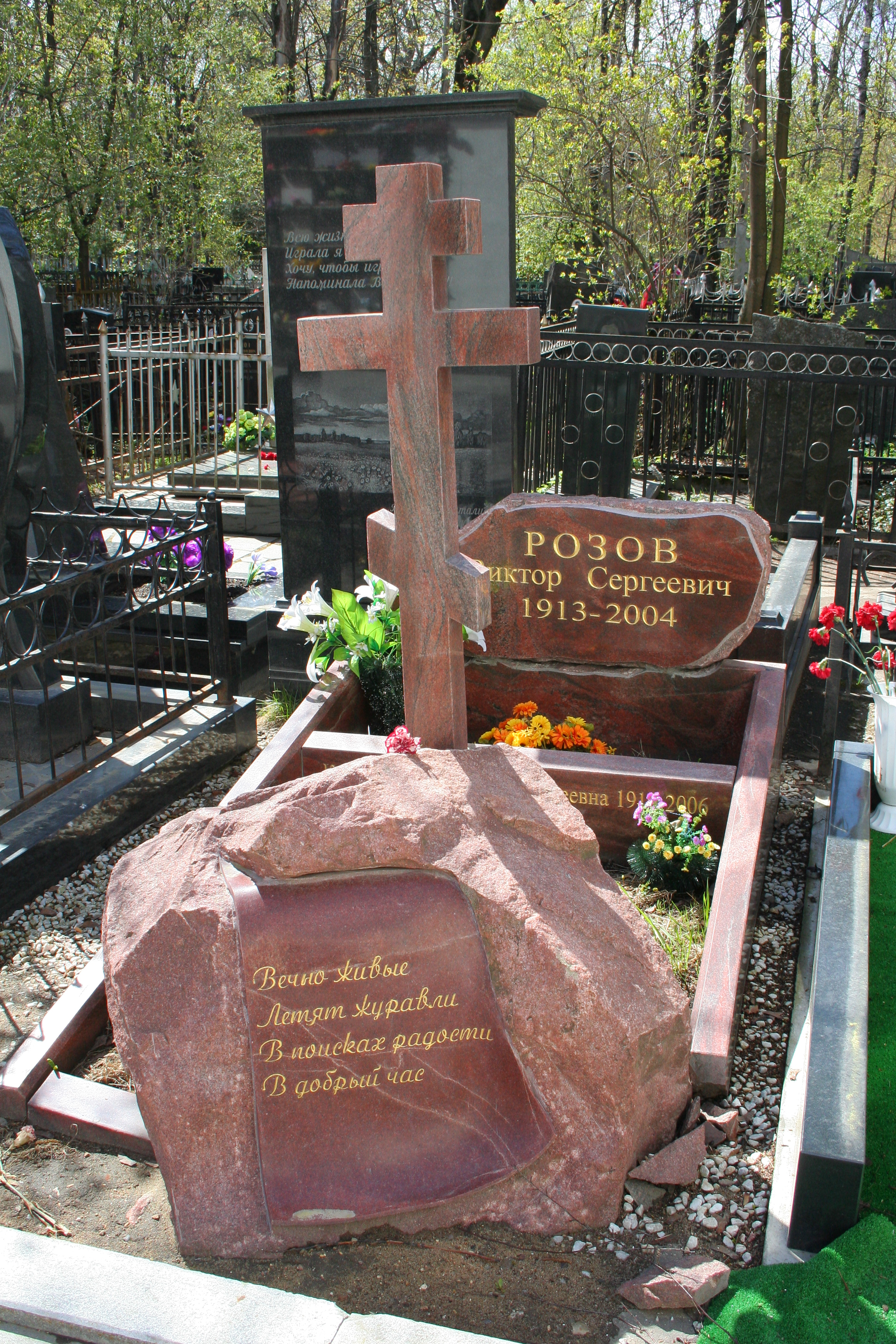
Grób Wiktora Rozowa na Cmentarzu Wagańkowskim

Wiktor Rozow (ros. Розов, Виктор Сергеевич ur. 21 sierpnia 1913 w Jarosławiu, zm. 28 września 2004 w Moskwie) – rosyjski dramaturg i scenarzysta.
Skończył szkołę w Kostromie i pracował w miejscowej fabryce tekstylnej, a od 1934 mieszkał w Moskwie, gdzie w 1938 ukończył szkołę przy Teatrze Rewolucji Moskiewskim Teatrze Akademickim im. Majakowskiego) i przystąpił do trupy teatralnej. W 1952 ukończył studia w Instytucie Literackim im. Gorkiego w Moskwie, w którym od 1958 kierował seminarium dramaturgii (od 1973 jako profesor). W lipcu 1941, po ataku Niemiec na ZSRR, wstąpił do dywizji pospolitego ruszenia. Został ciężko ranny, później wrócił do Kostromy. Twórca scenariusza filmu Lecą żurawie (Letiat żurawli) (1957) na podstawie własnej sztuki teatralnej "Wiecznie żywi" (Wieczno żiwyje). Napisał także sztuki teatralne "Aranżer", "Od wieczora do południa" (S wieczera do połdnia), "Kabanczyk", "Gniazdo głuszca", "Cztery krople". W 1967 otrzymał Nagrodę Państwową ZSRR. Był odznaczony m.in. Orderem Za Zasługi dla Ojczyzny III klasy, Orderem Wojny Ojczyźnianej I klasy, Orderem Czerwonego Sztandaru Pracy i Orderem Przyjaźni Narodów. Na jego cześć została nazwana odkryta w 1980 roku planetoida z pasa głównego asteroid (4070) Rozov.